# Reldia
Reldia es un género con 6 especies de plantas herbáceas perteneciente a la familia Gesneriaceae. Es originario de América.

## Descripción
Son pequeñas hierbas perennifolias con rizomas reptantes. El tallo es cilíndrico. Las hojas alternas. Las inflorescencias axilares, a menudo varias en una axila de la hoja. Sépalos casi libres en la base. Corola pequeña, con forma de embudo, generalmente de color blanco, a menudo la garganta amarilla. El fruto es una cápsula seca, bivalva, rodeada por el cáliz persistente. Semillas estriado - reticuladas.

## Distribución y hábitat
Se distribuyen  desde  Panamá hasta el norte de Perú, donde crece en la montaña ( más raramente de tierras bajas ) en las selvas tropicales. Se encuentra en lugares húmedos,  quebradas sombreadas a lo largo de arroyos o cerca de las cascadas. 

## Taxonomía
El género fue descrito por Hans Joachim Wiehler  y publicado en Selbyana 2: 124. 1977. La especie tipo es: Reldia alternifolia Wiehler. 
Etimología
El  género fue nombrado en honor de Robert Louis Dressler (1927 -), un eminente orquideólogo latino y biólogo floral, también interesado en las Gesneriaceae.

## Especies
| - Reldia alternifolia - Reldia calcarata - Reldia grandiflora | - Reldia minutiflora - Reldia multiflora - Reldia veraguensis |